# Robert Wedberg
Robert Göran Wedberg, född 25 september 1964 i Stenstorp, är en svensk tidigare handbollstränare och handbollsspelare (mittsexa). Han är sedan 2018 generalsekreterare för Svenska Handbollförbundet.

## Spelarkarriär
Wedberg spelade 333 serie- och slutspelsmatcher i rak följd (flest genom tiderna), samtliga för IK Sävehof, och gjorde 950 mål. Han spelade även 6 A-landskamper för Sverige under åren 1988–1992.

## Tränarkarriär
Med Önnereds HK var Wedberg med om att kvalificera sig till elitserien 2005/2006. Han bytte sedan klubb till Alingsås HK där han stannade i sex säsonger. Under den perioden var han med om att vinna klubbens första SM-guld 2009. Från sommaren 2016 till februari 2018 var han huvudtränare för IK Sävehofs herrlag. Han lämnade uppdraget för att tillträda rollen som generalsekreterare för Svenska Handbollförbundet.

## Klubbar

### Som spelare
- IFK Skövde (1973–1987)
- IK Sävehof (1987–1998)

### Som tränare
- IK Sävehof (assisterande, 2000–2001)
- IK Baltichov (2001–2004)
- Önnereds HK (2004–2006)
- Alingsås HK (2006–2012)
- IK Sävehof (2016–2018)